# Carl Beisbarth sen.

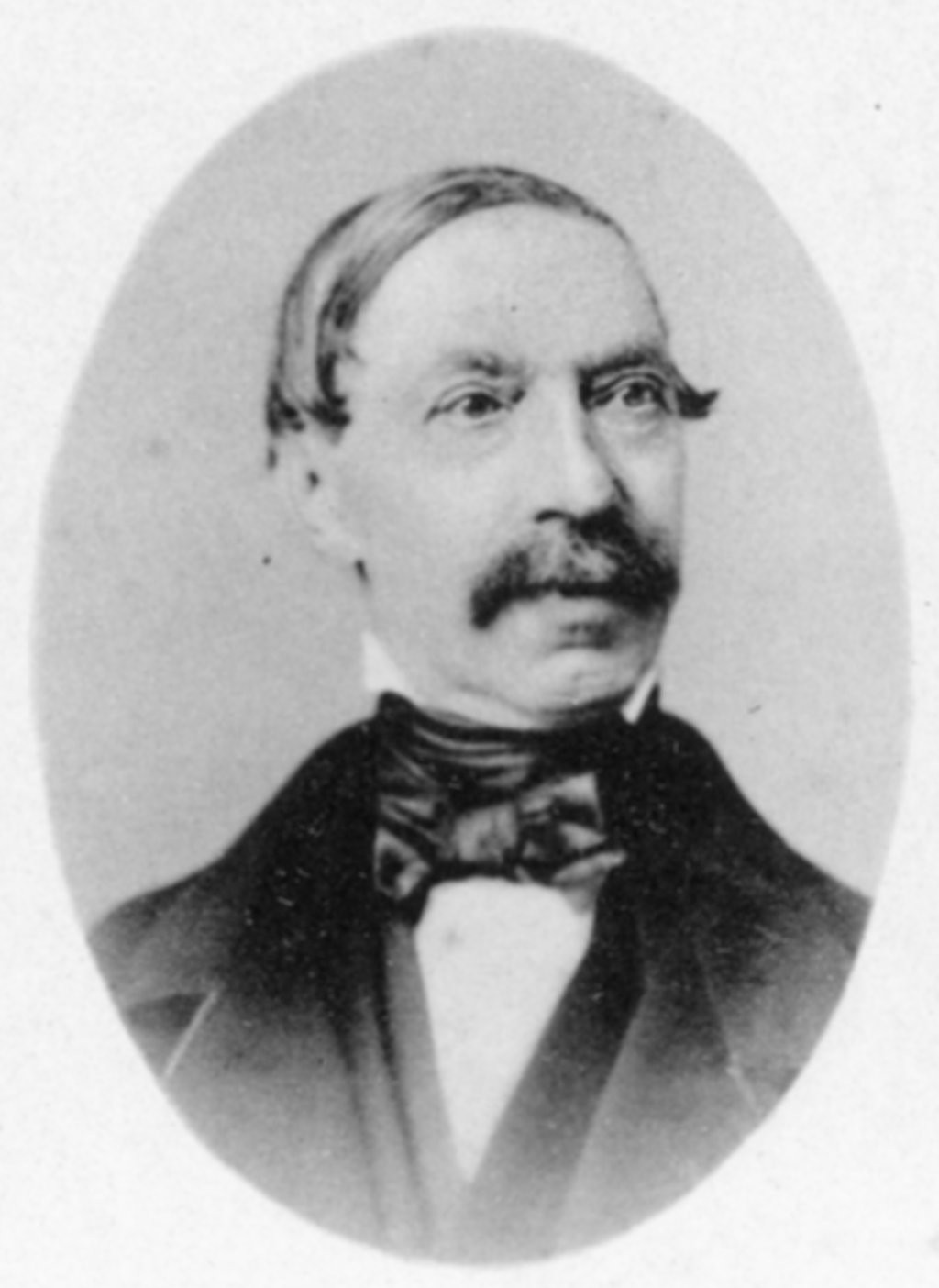
Carl Beisbarth

Carl Friedrich Beisbarth (* 31. Januar 1808 in Stuttgart; † 24. November 1878 ebenda) war ein württembergischer Architekt des Historismus von regionaler Bedeutung, daneben auch Restaurator, Denkmalpfleger und Designer kunstgewerblicher Gegenstände. Neben seiner Architektentätigkeit machte sich Beisbarth vor allem als Vorkämpfer für die Erhaltung altdeutscher Baudenkmäler verdient. Sein Sohn Carl Beisbarth jun. wirkte ebenfalls als Architekt. 

## Leben

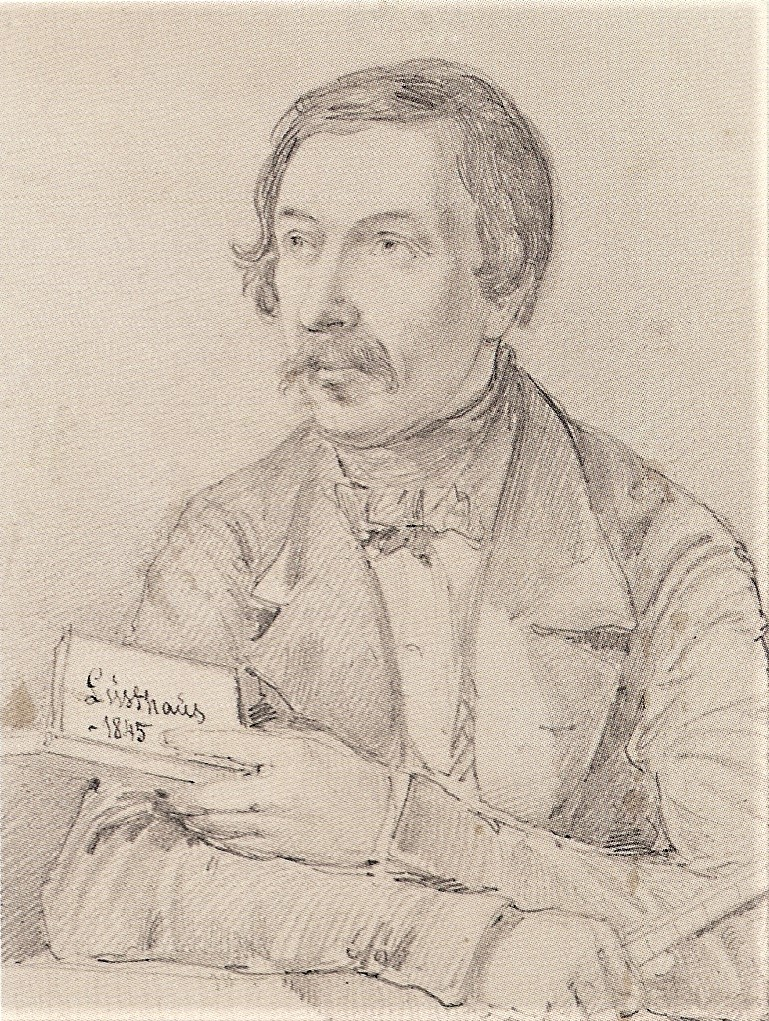
Carl Friedrich Beisbarth zur Zeit der Aufnahme des Lusthauses (1845)

### Herkunft
Carl Beisbarth wurde als drittes Kind des Zimmermanns und Stadtwerkmeisters Johann Christoph Beisbarth (1775–1825) und der Zimmermeistertochter Rosine Margaretha geb. Müller (1775–1826) am 31. Januar 1808 in Stuttgart im Haus Nummer 16 geboren.
Er hatte zwei ältere und zwei jüngere Geschwister, von denen nur seine Schwester Johanne Charlotte Pauline (1811–1828) das Kindesalter überlebte.
Um 1811, als die Tübinger Straße in der Neuen Vorstadt neu angelegt wurde, erwarben Beisbarths Eltern dort ein Grundstück und bauten unter der Hausnummer 17 ein Haus, das Carl später erbte.

### Ausbildung
Beisbarth besuchte bis zu seinem 14. Lebensjahr das Gymnasium und begann dann bei seinem Vater eine Lehre als Zimmermann. Im Jahr 1825, als er 17 Jahre alt war, starb sein Vater und ein Jahr später seine Mutter. 1827 nahm er in Stuttgart eine Assistentenstelle an im Büro des württembergischen Oberbaurats Friedrich Bernhard Adam von Groß, der auch eine private Bauschule hatte. Groß baute in Stuttgart viele herrschaftliche Villen im klassizistischen Stil und später auch einige öffentliche Gebäude.
1829 übersiedelte Beisbarth nach Paris und arbeitete im Atelier von Charles Édouard Isabelle (1800–1880), der damals als Bauinspektor der klassizistischen Magdalenenkirche beschäftigt war. Hier widmete er sich dem Studium des griechischen und römischen Stils und entwickelte eine Neigung zu den französischen Baudenkmälern des Mittelalters.
Im Mai 1832 reiste er zu Fuß über Südfrankreich und die Schweiz nach München, in das „deutsche Athen“. Er gewann den Aufnahmewettbewerb für die Münchener Kunstakademie und begann sein Studium bei dem bedeutenden bayrischen Architekten Friedrich von Gärtner. In dieser Zeit „erwarb er sich eine unbestrittene Fertigkeit im Projektieren“, gewann den ersten Preis in einem Wettbewerb für den Entwurf einer Anatomie und studierte die im Bau befindlichen neuen Gebäude in München.
Als Alleinerbe „eines schönen Vermögens“ begab er sich nach dem Abschluss seiner einjährigen Studien in München im August 1833 auf eine mehr als drei Jahre währende Reise nach Italien, die ihn über Verona, Venedig, Bologna und Florenz nach Rom führte, von dort nach Neapel, Kalabrien und Sizilien und wieder zurück nach Rom, wo er sich zwischen 1835 und 1836 ein Jahr lang aufhielt. Mehr als die Gebäude des römischen und griechischen Altertums interessierten ihn die Bauwerke im romanischen und gotischen Stil, vor allem aber schenkte er der Baukunst der Renaissance „eine für jene Zeit ganz ungewöhnliche Aufmerksamkeit“.

### Berufsleben

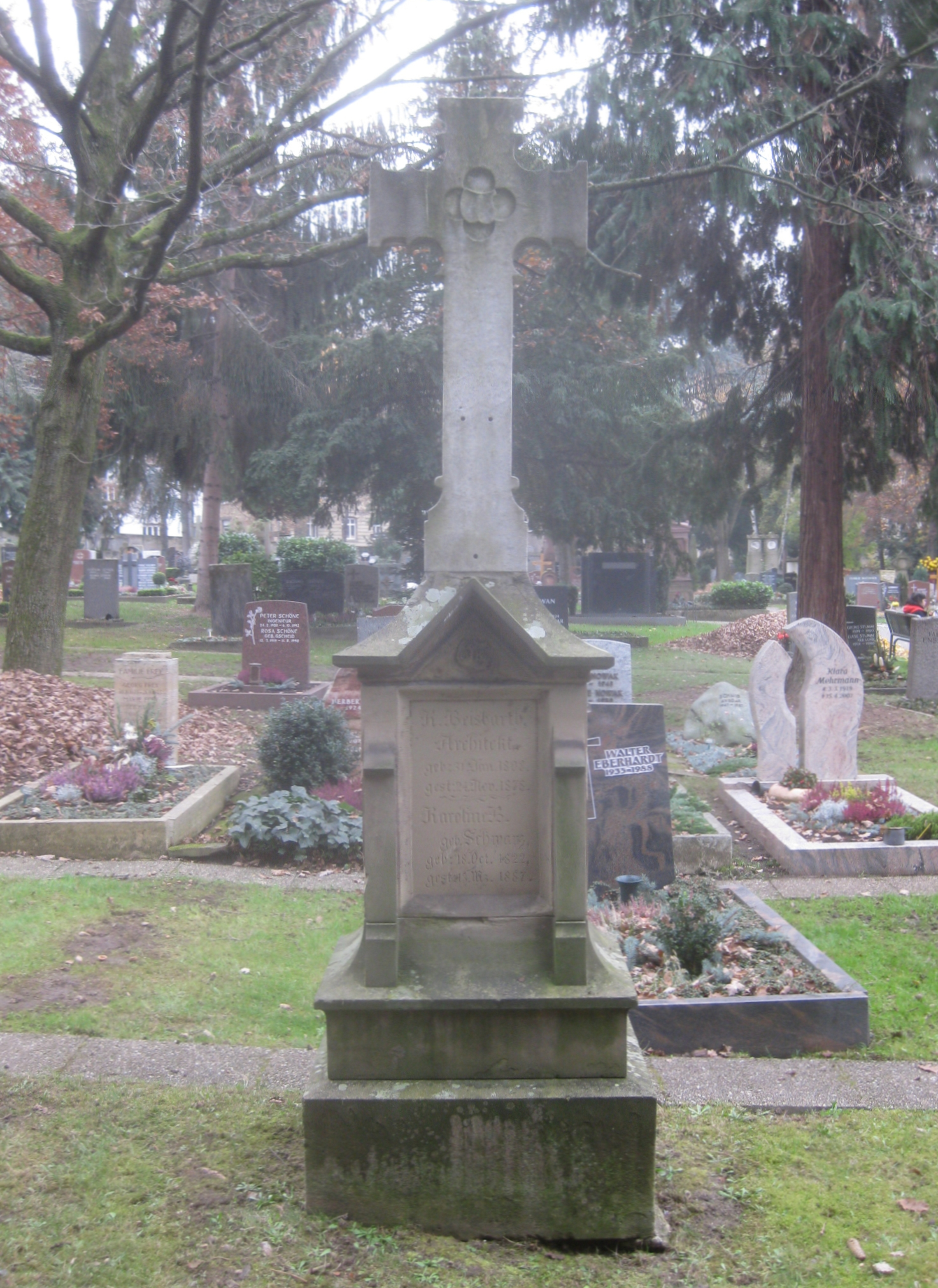
Grab auf dem Fangelsbachfriedhof in Stuttgart, Abteilung 09

Anfang 1837 kehrte er aus Italien nach Stuttgart zurück, wo er sich als privater Architekt niederließ. Der Versuch, sich über das Staatsexamen für den Staatsdienst zu qualifizieren, scheiterte an seiner unzulänglichen mathematischen Ausbildung, wenn auch „sein Probeprojekt als ausgezeichnet anerkannt wurde“. Er baute mindestens sieben Privatgebäude in Stuttgart und wirkte beim Bau öffentlicher Gebäude mit, arbeitete als Designer kunstgewerblicher Gegenstände und als Restaurator und Denkmalpfleger.
1838 baute er auf dem elterlichen Grundstück neben dem elterlichen Haus Tübinger Straße 17 das Haus Nr. 19, das er bis 1857 bewohnte. Dieses Haus scheint auch das erste Gebäude zu sein, das er selbständig errichtete.

### Familie
Am 20. April 1841 heiratete Beisbarth die 13 Jahre jüngere (Christiana Regine) Caroline Schwarz (1821–1887), die Tochter eines Schneidermeisters. In 17 Jahren, von 1842 bis 1859, gebar sie acht Kinder, fünf Mädchen und drei Jungen. Zwei Söhne Beisbarths wurden ebenfalls Architekten:
- Carl Julius Beisbarth (1844–1881)[15]
- Carl Beisbarth jun. (1848–1903) wurde ebenfalls ein anerkannter Architekt, der viele Privatbauten in Stuttgart errichtete.

Die meisten Kinder starben in ihren zwanziger bis vierziger Jahren, nur Carl Beisbarth jun. wurde 55 Jahre alt. Die Tochter Maria Luise (1845–1886) heiratete 1873 den Ingenieur Richard Nübling (1844–1908), mit dem Carl Beisbarth jun. zeitweise eine Sozietät einging.
Beisbarth wohnte bis 1839 in der Tübinger Straße 17 und zog 1840 oder 1841 in sein neu erbautes Haus in der Tübinger Straße 19 um. Von 1858 bis zu seinem Tod wohnte er in einer Mietwohnung in der Hauptstätter Straße 61. Warum er sein eigenes Haus aufgab, ist nicht bekannt.

### Lebensende
Beisbarth starb im Alter von 70 Jahren am 24. November 1878 in Stuttgart. Er wurde auf dem Fangelsbachfriedhof in Stuttgart bestattet. Im selben Grab bestattet sind seine Frau, die ihm 1887 in den Tod folgte, sowie die drei unverheirateten Kinder Carl Julius, Carl Friedrich jun. und (Caroline Friederike) Mathilde (1849–1885).

## Werke

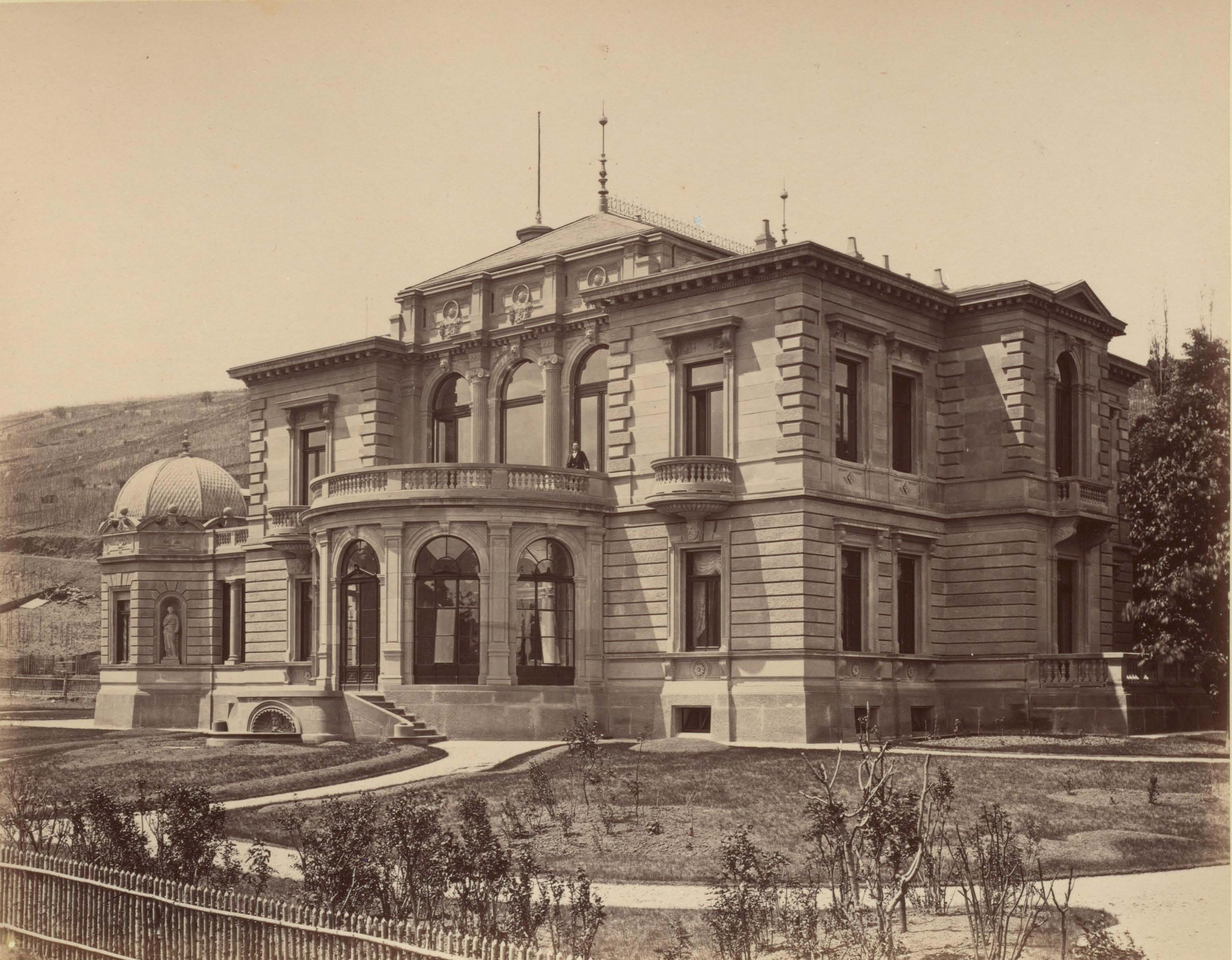
Villa Single, 1872

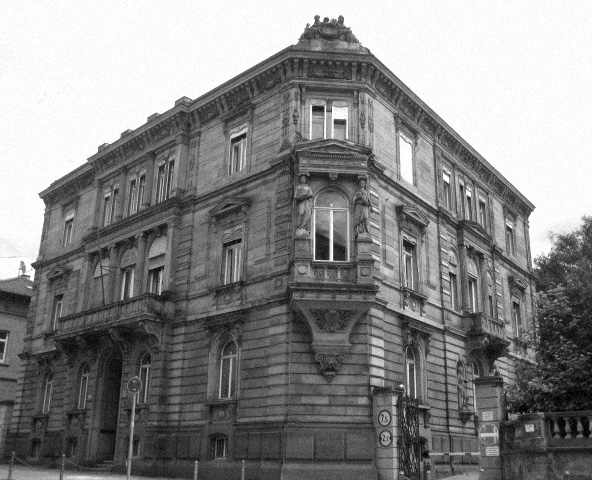
Villa Bohnenberger, 1872

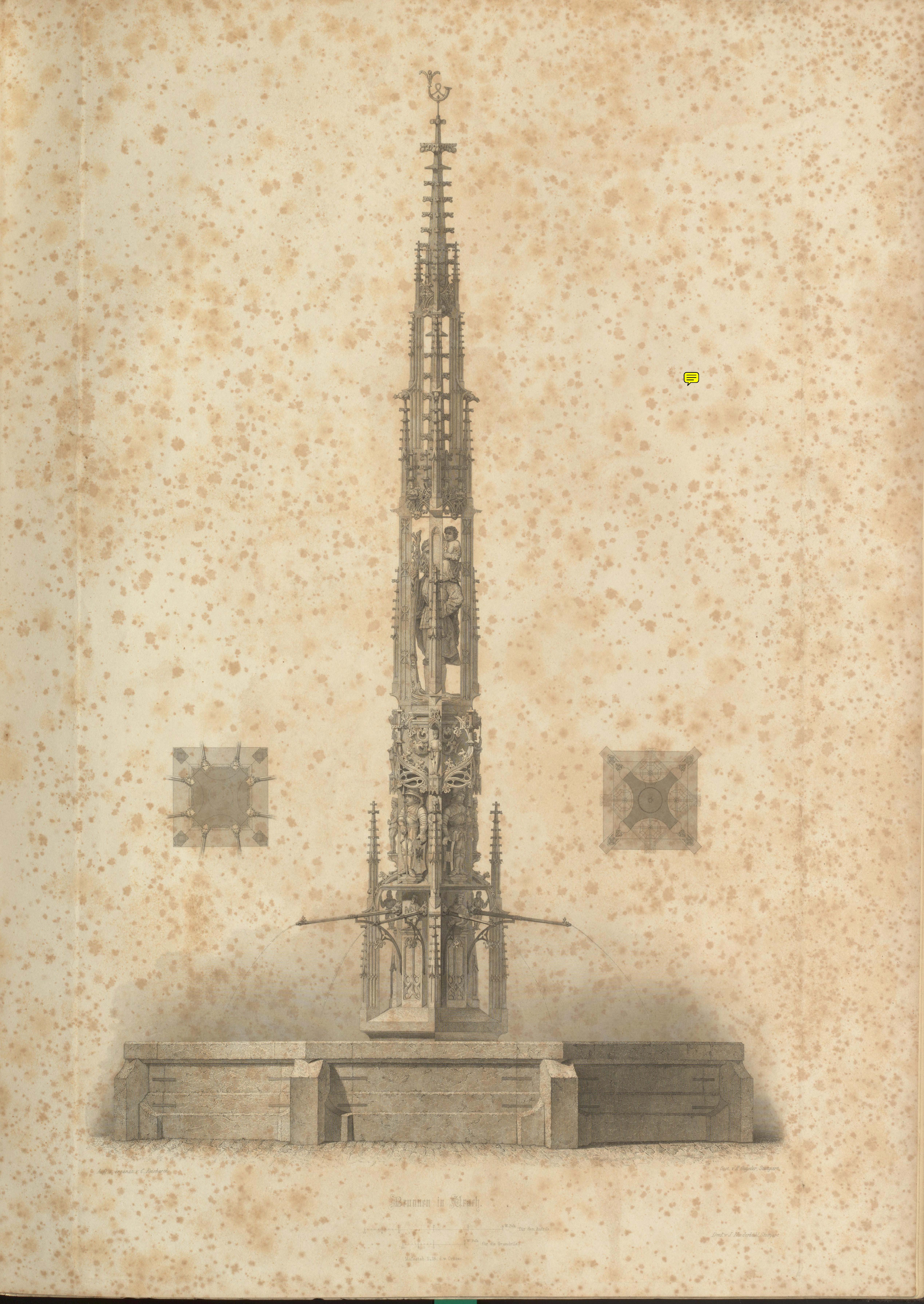
Der Marktbrunnen in Urach, Zeichnungsvorlage für die Restaurierung, 1859 oder früher

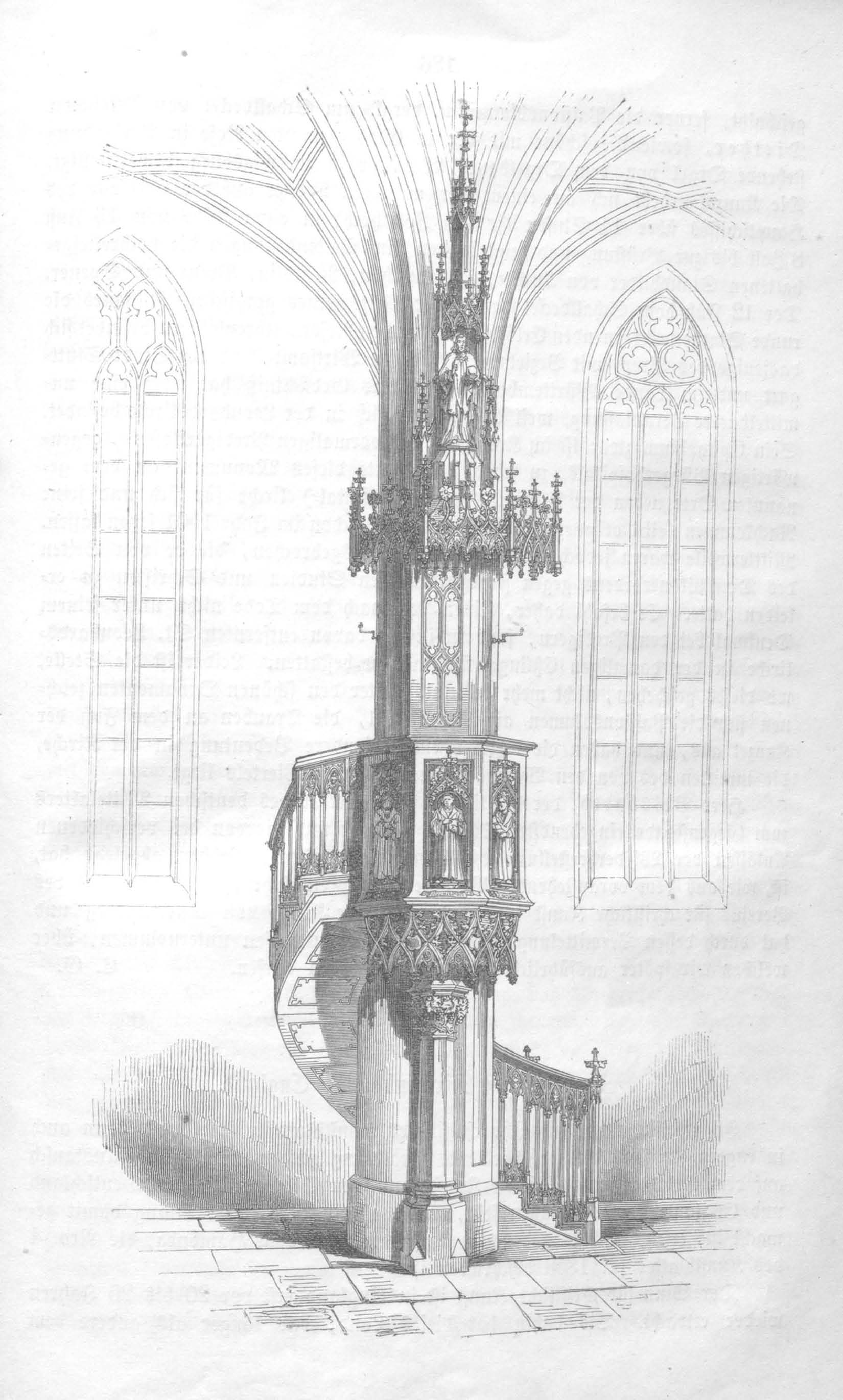
Entwurfszeichnung für die Kanzel der Leonhardskirche in Stuttgart, 1860

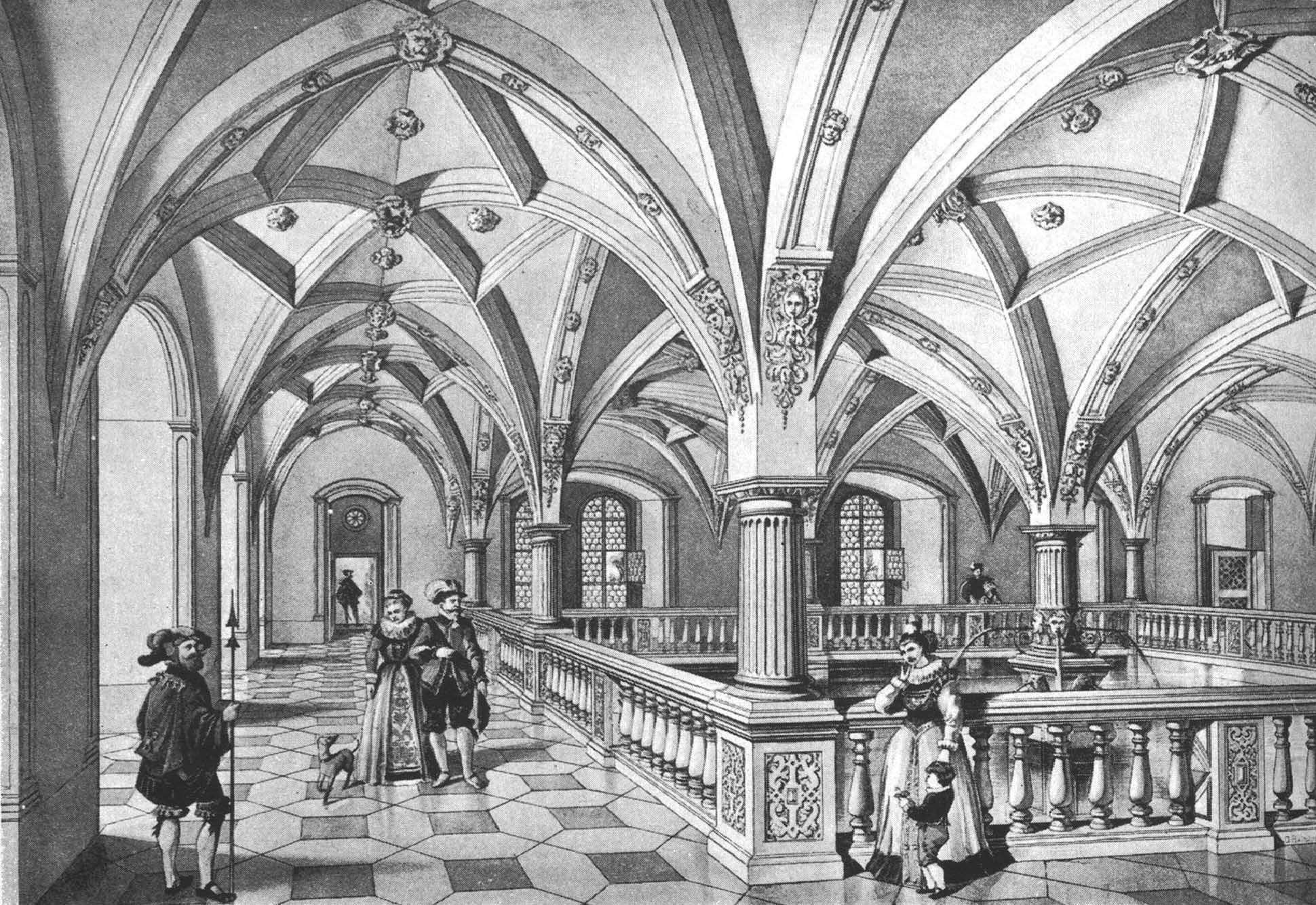
Bauaufnahme des Neuen Lusthauses, Innenansicht des Erdgeschosses, 1845

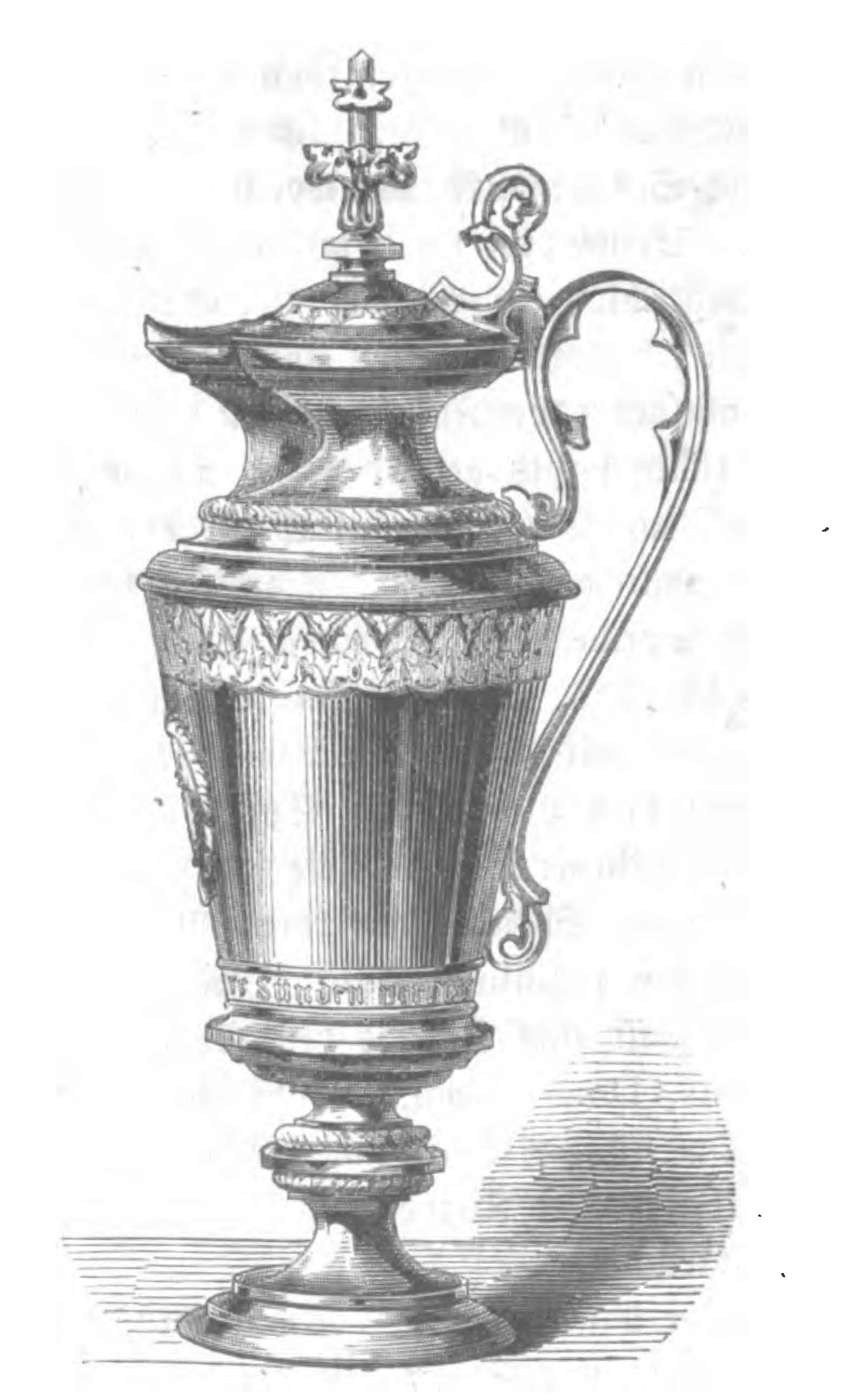
Entwurf für eine Abendmahlskanne, 1863

Wegen der Vielzahl von Beisbarths Werken ist es nicht möglich, für jedes Werk Quellenangaben anzuführen.
Beisbarth war ein exzellenter und außerordentlich fruchtbarer Zeichner. Der vielseitige Künstler beschränkte sich nicht auf seinen Beruf als Architekt, sondern arbeitete auch als Restaurator und Denkmalpfleger, als Kirchenausstatter und Designer von kunstgewerblichen Objekten. Daneben schrieb er bisweilen Artikel für Zeitschriften und fertigte Bauaufnahmen für eigene oder fremde Veröffentlichungen.
Zu seinen Hauptwerken zählen einige Privatbauten und die monumentale Bauaufnahme des Neuen Lusthauses. Die Vielzahl seiner Werke in den verschiedenen Schaffensgebieten ist beeindruckend.

### Privatbauten
Abgesehen von seinem eigenen Haus, das sich Beisbarth 1838 „mit romanischen Stilmotiven“ in der Tübinger Straße 19 erbaute und das damals als „eines der ansehnlichsten Bauwerke der Stadt“ galt, errichtete er mindestens sechs weitere historistische Privatbauten in Stuttgart, unter denen drei besonders herausragen:
- Die Villa des Verlagsbuchhändlers Albert Ebner (1811–1879) von 1866 bis 1867 in der Sophienstraße 1 B, ein Gebäude im Stil der Neurenaissance.
- Die Villa Bohnenberger von 1872 in der Olgastrasse 11, ein Bauwerk in „gräzisierender Renaissance“.
- Die Villa Single von 1872 in der Mörikestraße 18, ein Gebäude „mit Anklängen an den russischen Stil“, das 1910 abgerissen wurde.

Für Frl. Mathilde Escher errichtete er um 1864 in der Bahnhofstraße in Zürich das St. Anna-Asyl für arme, körperbehinderte Mädchen.

### Öffentliche Bauten
Daneben beteiligte sich Beisbarth an der Errichtung öffentlicher Bauwerke, für die er selbst als Architekt nicht in Frage kam, weil er die Staatsprüfung nicht bestanden hatte:
- 1840–1841: Anfertigung von Detailzeichnungen und Konstruktionsrissen für den Neubau des Museums der bildenden Künste (heute Alte Staatsgalerie) unter dem Architekten Gottlob Georg Barth.
- 1844–1846: Leitung des Teilabbruchs des Neuen Lusthauses, von dem einige Reste bei der Erbauung des Stuttgarter Hoftheaters durch die Architekten Ludwig Friedrich von Gaab und Gabriel[24] wiederverwendet wurden. Näheres siehe Bauaufnahmen.
- 1858: Bauleitender Architekt bei der Aufführung des Königsbaus unter dem Architekten Christian Friedrich von Leins.

Im Rahmen seiner denkmalpflegerischen Tätigkeit entwarf er 1859 den Plan für die Restaurierung des Marktbrunnens in Bad Urach, die 1861–1864 durchgeführt wurde.

### Kirchen
Zur Erhaltung und Restaurierung von Kirchen und deren Innenausstattung entfaltete Beisbarth ein reiches Schaffen. Bei der Akquisition seiner zahlreichen sakralen Aufträge kam ihm zugute, dass er seit 1859 Ausschussmitglied des Vereins für christliche Kunst war und bisweilen auch als Autor des Vereinsorgans Christliches Kunstblatt für Kirche, Schule und Haus tätig wurde.
Mindestens acht Sakralbauten verdanken ihm ihre Restaurierung:
- Die Nikolauskapelle in Calw und die Regiswindiskapelle in Lauffen am Neckar, die Stadtkirche Brackenheim, die Dorfkirchen in Stuttgart-Zazenhausen und Oppelsbohm und die Kirchen in Pliezhausen, Merklingen, Crailsheim und Nellingen.

Für die Gemeinden Willmandingen und Oberdorf am Ipf entwarf er Kirchenneubauten, die aber nicht realisiert wurden. Daneben schuf er eine große Zahl von Entwürfen für die Innenausstattung von Kirchen:
- Altarentwürfe für die Leonhardskirche in Stuttgart,[27] die Marienkirche in Reutlingen und für Kirchen in Bernhardsweiler, Echterdingen, Isny, Lonsee und Winnenden.
- Kanzelentwürfe für die Leonhardskirche in Stuttgart,[28] die Stadtkirche in Bad Cannstatt und für Kirchen in Bergfelden, Bernhardsweiler, Eltingen, Gussenstadt, Lonsee und Nellingen. Über den Entwurf für die Kanzel in Nellingen schrieb Beisbarth auf dem Totenbett: „Mein letztes Werk. Karl Beisbarth.“.[29]
- Sakramentshäuschen für die Dionysiuskirche in Esslingen am Neckar und die Stadtkirche Schwaigern.
- Taufsteinentwürfe zusammen mit Christian Friedrich von Leins für Kirchen in Echterdingen, Künzelsau, Murr, Oberurbach und Schafhausen.
- Portalentwürfe für den Kirchhof der Oberhofenkirche in Göppingen und den Friedhof in Schömberg.
- Entwürfe für einen Kirchenstuhl in der Oberhofenkirche zu Göppingen und das Chorgestühl in Stuttgart-Stammheim, Restaurierung des Betstuhls von Eberhard im Bart in der Amanduskirche zu Bad Urach.
- Entwurf von Architektur und Ornamentik der Glasfenster im Chor der Stiftskirche in Stuttgart.[30]

### Bauaufnahmen
Sein großes und fruchtbares Zeichentalent stellte Beisbarth auch in den Dienst der Denkmalpflege und zur Verbreitung der Wertschätzung für die altdeutsche Kunst. Dazu erstellte er Bauaufnahmen, die teilweise auch veröffentlicht wurden:
- Aufnahme des Abtsstuhls in der Maulbronner Klosterkirche.[31]
- Beiträge zu Carl Alexander von Heideloffs Die Kunst des Mittelalters in Schwaben von 1855.[32]
- Bauaufnahmen der Frauenkirche, Dionysiuskirche, Paulskirche und Georgskirche in Esslingen, die 1856 in einem Supplementband zur Die Kunst des Mittelalters in Schwaben veröffentlicht wurden.[33]
- Bauaufnahme des Neuen Lusthauses.[34] Originale werden in der Universitätsbibliothek Stuttgart aufbewahrt. Digitalisate in den „Digitalen Sammlungen“ der UB.

Diese Bauaufnahme gehört zu den größten Leistungen des Architekten und Denkmalpflegers Beisbarth. 1844 wurde ihm die Leitung des Teilabbruchs des Neuen Lusthauses übertragen, das zugunsten des Neubaus des Hoftheaters weichen musste. Ulrike Weber-Karge beschreibt in ihrer Monographie über das Neue Lusthaus Beisbarths herkulischen Kampf um die wenigstens virtuelle Erhaltung des Stuttgarter Renaissance-Kleinods:
„Während der Arbeiten […] erkennt er die Qualität des Gebäudes, das er zerstört. Um der Nachwelt wenigstens eine Vorstellung von Aussehen, Konstruktion und Charakter dieses Kunstwerks zu erhalten, macht er sich unter Aufwendung seiner gesamten Energie und Zeit daran, alles, was er noch vom alten Lusthaus vorfindet, zeichnerisch zu dokumentieren. […] Im Zeitraum von einem guten Jahr entstehen 514 Zeichnungen, die Beisbarth […] auf 285 Blättern zusammenfaßt. Die Mehrzahl der Zeichnungen ist auf 31 × 46 cm großen Bögen ausgeführt, die in zehn Bänden gebunden sind. […] Zusammenfassend läßt sich sagen, daß die Bauaufnahme Beisbarths eine höchst zuverlässige, exakte und detailgetreue Wiedergabe der um 1844 erhaltenen Teile des Lusthauses darstellt. Kommentierend erklärt er neben den Zeichnungen selbst und im Registerband Maße, Konstruktion, Materialbeschaffenheit, farbliche Gestaltung und Erhaltungszustand des Gebäudes und vermittelt damit eine fast lückenlose Vorstellung vom Originalbau.“

### Kunstgewerbe
Beisbarth schuf auch Entwürfe für sakrale Geräte, die von örtlichen Gießereien, vor allem C. W. Kurtz, ausgeführt und oft in vielfacher Ausfertigung an Kirchengemeinden in ganz Deutschland verkauft wurden. Zu seinem Repertoire gehörten Abendmahlskannen, Abendmahlskelche, Taufgefäße, Opferteller und Hostienkapseln. 1864 entwarf er für die Stuttgarter Baugewerbegenossenschaft einen silbernen Festpokal.
Die nach seinen Entwürfen angefertigten Geräte wurden auch auf Ausstellungen gezeigt:
- 1863: Hohenstein, Ausstellung für kirchliche Kunst- und Gewerbeerzeugnisse
- 1869: Stuttgart, Kirchliche Kunstausstellung im Königsbau

### Schriften
- Carl Beisbarth: Das Lusthaus und seine Erbauer Georg Beer und Heinrich Schickard. In: Neues Tagblatt. 14. Februar 1903.
- Carl Alexander von Heideloff (Herausgeber); Carl Beisbarth (Architekturzeichnungen); Friedrich Müller (Text): Die Kunst des Mittelalters in Schwaben. Denkmäler der Baukunst, Bildnerei und Malerei: herausgegeben von C. Heideloff unter Mitwirkung von Architect C. Beisbarth, mit Erläuterungen von Prof. Fr. Müller, Stuttgart 1855, Tafel VII, XII, XIII, XV (books.google.de).
- Carl Beisbarth: Eßlingen: aufgenommen und gezeichnet von Architekt C. Beisbarth. In: Carl Alexander von Heideloff; Friedrich Müller: Mittelalterliche Baudenkmale aus Schwaben. Supplement zu dem Werke: Die Kunst des Mittelalters in Schwaben, Stuttgart 1856.
- Carl Beisbarth: Der Markt-Brunnen zu Urach. In: Jahreshefte des Wirtenbergischen Alterthums-Vereins. Band 1, Stuttgart 1859, Heft 9, Tafel 33.
- Carl Beisbarth: Der Abtsstuhl in der Klosterkirche zu Maulbronn. In: Jahreshefte des Wirtenbergischen Alterthums-Vereins. Band 1, Stuttgart vor 1859, Heft 8, Tafel 29.
- Carl Beisbarth: Der neue Taufstein der Leonhardskirche in Stuttgart. In: Christliches Kunstblatt für Kirche, Schule und Haus. 11.1869, S. 87–89.
- Carl Beisbarth: Neue Bauwerke in Stuttgart und Umgebung, Stuttgart [1876], Heft 1: Villa des Herrn Arthur Bohnenberger, C. Beisbarth, Architekt.

## Mitgliedschaften und Ehrungen
Seit 1859 war Beisbarth Ausschussmitglied des Vereins für christliche Kunst, für dessen Vereinsorgan Christliches Kunstblatt für Kirche, Schule und Haus er auch bisweilen tätig wurde.
Er erhielt folgende Auszeichnungen:
- um 1865: Große goldene Medaille für Kunst und Wissenschaft
- 1866: Ehrenmitgliedschaft der Baugewerbe-Genossenschaft in Stuttgart
- 1874: Ritterkreuz II. Klasse des Friedrichs-Ordens

## Rezeption
Beisbarth war ein sehr fruchtbarer und vielseitiger Künstler, der nicht nur beachtliche Leistungen in seinem Beruf als Architekt erbrachte, sondern sich darüber hinaus auch als exzellenter Zeichner, als Restaurator, Denkmalpfleger, Schriftsteller, Kirchenausstatter und Designer von kunstgewerblichen Objekten betätigte.
August Wintterlin, der Beisbarths Leben mehrfach porträtierte, meinte im Hinblick auf seine zwei bedeutendsten Privatbauten: Sie „verbürgen ihm einen ehrenvollen Platz in der Baugeschichte der Stadt Stuttgart. […] Freilich blieb es der Schmerz seines Lebens, daß ihm nie ein größerer öffentlicher Bau, z. B. eine Kirche, übertragen wurde. […] ein Gefühl der Verkanntheit konnte er nicht ganz verleugnen […].“
Hans Vollmer schrieb über ihn: „[…] bei dem Umbau des Stuttgarter Theaters 1844–46 […] hat er sich durch genaue Aufnahmen und Beschreibungen des damals der Zerstörung vollends preisgegebenen ‚Neuen Lusthauses‘ ein großes Verdienst um die deutsche Kunstgeschichte erworben.“
Der Kunsthistoriker Ulrich Sieber urteilt: „Beisbarths Hauptbedeutung jedoch liegt auf dem Gebiet der Denkmalpflege und Restaurierung; seine gediegenen Stilkenntnisse wurden gerühmt; zahlreiche Kirchen, Kanzeln und Altäre wurden von ihm restauriert; er entwarf Kirchenausstattungen in romanischem und gotischem Stil und lieferte passende kunstgewerbliche Entwürfe.“

### Leben und Werk
- (B.): Carl Beisbarth [Nekrolog]. In: Kunstchronik. Wochenschrift für Kunst und Kunstgewerbe. 14, 1879, Spalte 196 digi.ub.uni-heidelberg.de.
- Max Bach: Beisbarth, Karl. In: Allgemeine Deutsche Biographie (ADB). Band 46, Duncker & Humblot, Leipzig 1902, S. 341.
- Christine Breig: Der Villen- und Landhausbau in Stuttgart 1830–1930. Hohenheim Verlag, Stuttgart und Leipzig 2000, ISBN 3-89850-964-8, S. 389–390, 409–412, 515.
- NN: Karl Beisbarth [Nekrolog]. In: Christliches Kunstblatt für Kirche, Schule und Haus. 20.1879, S. 47–48.
- Friedrich Müller: Die Künstler aller Zeiten und Völker, Band 1, Stuttgart 1857, S. 113 textlog.de.
- Richard Nübling: Carl Friedrich Beisbarth. In: Schwäbischer Merkur. Nr. 94 vom 26. Februar 1927, S. 17–18.[44]
- Horst Ossenberg: Was bleibt, das schaffen die Baumeister. Das württembergische Hof- und Staats-Bauwesen vom 15. bis 20. Jahrhundert, Norderstedt 2004, ISBN 3-8334-0633-X, S. 65–66 (books.google.de).
- Hans Vollmer: Beisbarth, Carl Friedrich. In: Ulrich Thieme, Felix Becker (Hrsg.): Allgemeines Lexikon der Bildenden Künstler von der Antike bis zur Gegenwart. Begründet von Ulrich Thieme und Felix Becker. Band 3: Bassano–Bickham. Wilhelm Engelmann, Leipzig 1909, S. 211–212 (Textarchiv – Internet Archive – Hier abweichende Lebensdaten: geboren 31. Januar 1809 und gestorben 22. November 1878).
- August Wintterlin: Karl Friedrich Beisbarth. Nekrolog. In: Schwäbischer Merkur. Nr. 41 vom 16. Februar 1879, S. 321.
- August Wintterlin: Beisbarth. In: Julius Meyer (Hrsg.): Allgemeines Künstler-Lexikon: unter Mitwirkung der namhaftesten Fachgelehrten des In- und Auslandes, gänzlich neubearbeitete Auflage von Nagler’s Künstler-Lexikon. Band 3, Leipzig 1885, S. 342–343.
- August Wintterlin: Württembergische Künstler in Lebensbildern, Stuttgart 1895, S. 388–397.

### Werke
- Gustav Abel (Text); Carl Beisbarth (Abbildungen) u. a.: Ansprache des Vereins für christliche Kunst in der evangelischen Kirche Württembergs an die hochwürdigen Diöcesan-Vereine, Stuttgart [1873].[45]
- Wilhelm Bäumer: Über das ehemalige Lusthaus als Monument des früheren Renaissancestyls, Stuttgart 1869, S. 18, 20, Tafel I–IV.
- Gebhard Blank: Stuttgarter Villen im 19. Jahrhundert: eine Begleitschrift zur Ausstellung im Wilhelms-Palais vom 18. März - 16. August 1987, Stuttgart 1987, S. 4–5, 26.
- Norbert Bongartz: Inventur. Stuttgarter Wohnbauten 1865–1915. Eine Photo-Ausstellung zum Europäischen Denkmalschutzjahr 1975, Kunstgebäude am Schloßplatz, 21. 8. - 21. 9. 1975, Württembergischer Kunstverein Stuttgart. Stuttgart 1975, S. 71–75 (Villa Bohnenberger).
- Joseph von Egle: Photographische Ansichten von öffentlichen Gebäuden, Wohnhäusern und Villen in Stuttgart und Umgebung, Stuttgart [ca. 1876], Lieferung 4.
- Carl Grüneisen: Die neue Kanzel der St. Leonhardskirche zu Stuttgart. In: Christliches Kunstblatt für Kirche, Schule und Haus. 2.1860, S. 184–186.
- Carl Grüneisen: Kirchenstuhl Eberhards im Bart von Württemberg. In: Christliches Kunstblatt für Kirche, Schule und Haus. 1861, S. 45–46.
- (H.): Die St. Nikolauskapelle zu Calw in Württemberg. In: Christliches Kunstblatt für Kirche, Schule und Haus. 7.1865, S. 1–5.
- Jürgen Hagel: Jürgen Hagel: So soll es seyn: königliche Randbemerkungen und Befehle zur Stadtgestaltung in Stuttgart und Cannstatt in der ersten Hälfte des 19. Jahrhunderts, Stuttgart 1996. S. 233–234.
- Elisabeth Nau: Der Betstuhl des Grafen Eberhard V. in der Amanduskirche zu Bad Urach, München 1986.
- Abendmahlskanne. In: Christliches Kunstblatt für Kirche, Schule und Haus. 5.1863, S. 124–125.
- Silberne Hostienkapsel von C. Beisbarth und E. Föhr in Stuttgart. In: Christliches Kunstblatt für Kirche, Schule und Haus. 17.1876, S. 23–24.
- Der neue Altar der Marienkirche zu Reutlingen. In: Christliches Kunstblatt für Kirche, Schule und Haus. 17.1876, S. 168–171.
- Urach [Betstuhl Eberhards V. in der Amanduskirche zu Bad Urach]. In: Christliches Kunstblatt für Kirche, Schule und Haus. 20.1879, S. 160.
- Stuttgarter Rathauskonkurrenz. In: Architektonische Rundschau. 11.1895, S. 12, Tafel 87, 94.
- Ulrich Sieber: Skizzenbuch des Stuttgarter Architekten Beisbarth. Carl Friedrich Beisbarth: Der Kursaal von Bad Imnau, Skizzenbuch und Aquarell, um 1868. In: Hans-Peter Geh (Hrsg.): Kostbarkeiten aus alter und neuer Zeit. Handschriften, Briefe, Drucke: eine Ausstellung wissenschaftlicher Bibliotheken Baden-Württembergs zum 40-jährigen Landesjubiläum. Karlsruhe 1992, S. 122–123.
- Villa Bohnenberger, Olgastraße 9–11a. In: Hans Schleuning (Herausgeber), Norbert Bongartz (Mitarbeit): Stuttgart-Handbuch. Stuttgart 1985, S. 244–245.
- Die Bauaufnahme von Karl Beisbarth. In: Ulrike Weber-Karge: „… einem irdischen Paradeiß zu vergleichen …“. Das Neue Lusthaus in Stuttgart. Untersuchungen zu einer Bauaufgabe der deutschen Renaissance. Sigmaringen 1989, S. 23–25.
- Monika Will: Das Stuttgarter Lusthaus in den Zeichnungen und Kommentaren des Architekten Carl Friedrich Beisbarth (1808–1878): ein Beitrag zur Denkmalpflege im 19. Jahrhundert [Magisterarbeit]. Stuttgart 1982.[46]
- E. J. Zeller: Stuttgart’s Privat-Gebäude von 1806 bis 1844. In einer Auswahl gegeben von Baumeister E. J. Zeller. Stuttgart 1845–1846, Drittes Heft, Tafel 9–10.
- Nicolai Ziegler: Zwischen Form und Konstruktion: das Neue Lusthaus zu Stuttgart. Jan Thorbecke Verlag, Ostfildern 2016, ISBN 978-3-7995-1128-5.